# Hymenaea parvifolia
El algarrobo criollo (Hymenaea parvifolia) es un árbol de la familia de las  fabáceas, originario de la Amazonia.
Alcanza 20 m de altura. Sus hojas son compuestas, base redonda, elípticas, de 12,5 cm de largo por 5 cm de ancho, con margen entero y ápice acuminado, pecioladas. El fruto es una legumbre de 6 cm de longitud por 5 cm de ancho, de color marrón. El fruto es comestible y con él se preparan bebidas.